# Friedrich Kiel
Friedrich Kiel (Bad Laasphe, 8 ottobre 1821 – Berlino, 14 settembre 1885) è stato un compositore e docente tedesco.
Scrivendo della musica da camera di Friedrich Kiel, il famoso studioso e critico Wilhelm Altmann nota che fu l'estrema modestia di Kiel a impedire a lui e alle sue opere eccezionali di ricevere la considerazione che meritavano. Dopo aver menzionato Johannes Brahms e altri, Altmann scrive, "Ha prodotto una serie di lavori da camera, che. . . non devono temere nessun confronto."

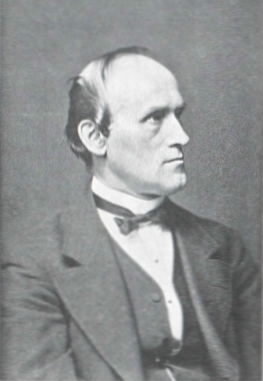
Friedrich Kiel (1821–1885)

## Biografia
Kiel nacque a Bad Laasphe, Puderbach. Gli furono insegnati i rudimenti della musica e ricevette le prime lezioni di pianoforte da suo padre, ma fu in gran parte autodidatta. Quasi un prodigio suonava il pianoforte quasi senza istruzione all'età di sei anni e al suo tredicesimo anno aveva composto molta musica. Alla fine Kiel attirò l'attenzione del principe Albrecht Sayn-Wittgenstein-Berleburg, un grande amante della musica. Attraverso gli sforzi del Principe a Kiel fu concesso di studiare violino con il primo violino della raffinata orchestra del Principe con la quale successivamente si esibì come solista. A Kiel sono furono anche impartite lezioni teoriche dal rinomato flautista Kaspar Kummer. Nel 1840 il diciottenne Kiel era direttore d'orchestra di corte e insegnante di musica dei figli del principe. Due anni dopo Louis Spohr lo ascoltò e organizzò una borsa di studio che permise a Kiel di studiare a Berlino con il famoso teorico e insegnante Siegfried Dehn. A Berlino Kiel divenne alla fine ricercato come istruttore. Nel 1866 ricevette una posizione come insegnante nel prestigioso Conservatorio Stern, dove insegnò composizione e fu elevato a una cattedra tre anni dopo. Nel 1870 entrò a far parte della facoltà della neonata Hochschule für Musik, che in seguito fu considerata una delle migliori scuole di musica in Germania.
L'hobby di Kiel era l'alpinismo e all'età di 60 anni scalò la seconda vetta più alta d'Europa, il Monte Rosa, sul confine svizzero-italiano. Morì a Berlino due anni dopo, come risultato di un incidente stradale.

## Composizioni
Le composizioni di Kiel sono oltre settanta, tra cui un concerto per pianoforte, mottetti, oratori (inclusa la Stella di Betlemme), una Missa Solemnis e due Requiem.
La musica da camera comprende una parte considerevole della produzione di Kiel e deve essere considerata tra le sue composizioni più importanti e migliori, (Vedi la lista qui sotto). Altmann notò: "per tutta la mia lunga vita, ho trovato la musica da camera di Kiel una fonte inesauribile di gioia." Elogiò molto Kiel come melodista e si lamentò del fatto che era "scandalosamente ingiusto" che i quartetti d'archi di Kiel erano tanto buoni quanto dimenticati: scrivendo sui due quintetti per pianoforte di Kiel Opp. 75 e 76 del Chamber Music Journal, R.H.R. Silvertrust commenta: "Entrambi questi quintetti sono perfetti quanto quelli di tutta la letteratura". Diversi suoi lavori da camera, insieme al concerto per pianoforte e alcune opere corali, sono stati registrati.

### Pianoforte

#### Pianoforte Solo
- 15 Kanons im Kammerstil, Op. 1
- Capriccietto, Op. 4
- Drei Romanzen, Op. 5
- Vier zweistimmige Fugen, Op. 10
- Große Polonaise, Op. 14
- Elf Melodien, Op. 15
- Variationen & Fuge, Op. 17
- Zehn Pianoforte-Stücke, Op. 18
- Zwei Impromptus, Op. 19
- Nachtklänge. Drei Pianofortstücke, Op. 21
- Zwei Capricen, Op. 26
- Tarantelle, Op. 27
- Suite (Sonate, Impromptu, Scherzo, Notturno), Op. 28
- Reiseerinnerungen (1. Heft), Op. 38
- Reiseerinnerungen (2. Heft), Op. 41
- Fantasie e-Moll, Op. 56
- Fantasie cis-Moll, Op. 58/1
- Drei Humoresken, Op. 59
- Fantasie in As-Dur, Op. 68
- Drei Klavierstücke, Op. 71
- Sechs Klavierstücke, Op. 72
- Sechs Impromptus, Op. 79
- Fünf Etüden
- Hongroise
- Zwei Nocturnes
- Albumblatt
- Bolero

#### Pianoforte a quattro mani
- Zwei kleine Sonaten per Pianoforte a quattro mani, Op. 6
- Variations on an Original Theme per Pianoforte a quattro mani, Op. 23
- Four Humoresques per Pianoforte a quattro mani, Op. 42
- Valzer per Pianoforte a quattro mani, Op. 47
- Valzer per Pianoforte a quattro mani, Op. 48

### Organo
- Three Fantasien

### Musica da camera

#### Violino e Pianoforte
- Sonata in Re maggiore per violino e Pianoforte, Op. 16
- Variationen über ein schwedisches Volkslied (Variations on a Swedish Folk Song), Op. 37
- Two Solopieces per violino e pianoforte, Op. 70

#### Violoncello e Pianoforte
- Reisebilder per violoncello e Pianoforte, Op. 11
- 3 Pezzi per violoncello e Pianoforte, Op. 12
- Sontata per violoncello in La minore, Op. 52
- Little Suite per violoncello e Pianoforte, Op. 77
- Sontata per violoncello in Re maggiore

#### Pianoforte Trio
- Pianoforte Trio n. 1 in Re maggiore, Op. 3
- Pianoforte Trio n. 2 in La maggiore, Op. 22
- Pianoforte Trio n. 3 in Mi maggiore, Op. 24
- Pianoforte Trio n. 4 in cis Minor, Op. 33
- Pianoforte Trio n. 5 in Sol maggiore, Op. 34
- Pianoforte Trio n. 6 in La maggiore, Op. 65/1
- Pianoforte Trio n. 7 in Sol minore, Op. 65/2
- Pianoforte Trio in Sol maggiore

#### Pianoforte Quartet
- Pianoforte Quartet n. 1 in La minore, Op. 43
- Pianoforte Quartet n. 2 in Mi maggiore, Op. 44
- Pianoforte Quartet n. 3 in Sol maggiore, Op. 50

#### Quartetto d'archi
- Quartetto d'archi n. 1 in La minore, Op. 53/1
- Quartetto d'archi n. 2, Op. 53/2
- Valzer per Quartetto d'archi, Op. 73
- New Valzer per Quartetto d'archi, Op. 78

#### Quintetto per pianoforte
- Quintetto per pianoforte n. 1 in La maggiore, Op. 75
- Quintetto per pianoforte n. 2 in Do minore, Op. 76

#### Altro
- Sonata per viola in Re maggiore, Op. 67
- Three Romances per viola e Pianoforte, Op. 69
- Five Duos per Clarinetto e fagotto

### Orchestra

#### Pianoforte e Orchestra
- Pianoforte Concerto in Si bemolle maggiore, Op. 30
- Fantasia per Pianoforte e Orchestra

#### Altro
- Overture per Orchestra, Op. 6

### Mudsica corale
- Requiem in Fa minore, Op. 20
- Missa solemnis, Op. 40
- Requiem in La bemolle maggiore, Op. 80
- Und ob ich schon wanderte im finstern Thal (Salmo 23:4), Op. 82/1
- Siehe, wie fein und lieblich ist es (Salmo 133:1, 3), Op. 82/2
- Wie lieblich sind deine Wohnungen (Salmo 84:1, 2), Op. 82/3
- Aus der Tiefe rufe ich, Herr, zu dir (Salmo 130), Op. 82/4
- Die mit Tränen säen (Salmo 126:5), Op. 82/5
- Herr, wie lange willst du meiner so gar vergessen (Salmo 13:2-4), Op. 82/6
- The Star of Bethlehem, Op. 83

### Lieder
- Liederkreis, Op. 31